# Плетр
Плетр (плефр, греч. πλέθρον) — единица длины в Древней Греции и Византии. Древнегреческий плетр равнялся 100 греческим или 104 римским футам (ступням), что составляло 30,65 м. Византийский плетр был равен от 29,81 метра до 35,77 метра.
Также, плетр был византийской единицей измерения площади, равной половине римского югера, что составляло 0,12619 гектаров (1261,9 м²). Соответствует старой стремме, равной 0,127 гектара (12,7 аров).